# Maico MC 500 G
Der Maico MC 500 G ist ein Fahrzeug von Maico aus Pfäffingen. Es war weitgehend identisch mit dem vorhergehenden Champion 500 G.  Von 1955 bis 1956 wurden einige Fahrzeuge hergestellt. 

## Karosserie
Die zweitürige Kombikarosserie bot Platz für vier Personen. Der Aufbau des Hecks war aus Holz.

## Maße und Gewichte
Der Wagen hatte einen Radstand von 196 cm und Spurbreite von 120 cm (vorne) bzw. 115 cm (hinten), war 340 cm lang, 147 cm breit und 135 cm hoch. Bei einem Leergewicht von 600 kg betrug das zulässige Gesamtgewicht 920 kg.

## Antrieb
Ein wassergekühlter Zweizylinder-Heinkel-Zweitaktmotor mit 452 cm³ Hubraum war im Heck eingebaut und trieb über ein Vierganggetriebe die Hinterräder an. Der Motor leistete 18 PS (13 kW). Die Höchstgeschwindigkeit lag bei 80 km/h. Der Kraftstoffverbrauch wurde mit 5 Liter auf 100 km angegeben.

## Neupreis und Stückzahl
Der Neupreis betrug 4295 DM. Zwischen September 1955 und Dezember 1956 wurden 21 Fahrzeuge hergestellt.